# Plan qualité
 (juillet 2014).
Si vous disposez d'ouvrages ou d'articles de référence ou si vous connaissez des sites web de qualité traitant du thème abordé ici, merci de compléter l'article en donnant les références utiles à sa vérifiabilité et en les liant à la section « Notes et références ».
Un plan qualité, ou plan d'assurance qualité (PAQ), est un document qui décrit les dispositions particulières mises en œuvre pour la réalisation d'un produit ou d'un service afin de répondre aux exigences contractuelles en matière de qualité. C'est donc un outil du management de la qualité.
Ce document permet aux clients et fournisseurs de s'accorder sur le contexte, le périmètre, les enjeux (attraits et risques) ainsi que les véritables attentes du client dans le cadre de la prestation à réaliser. Il s'agit donc d'un outil de référence, validé par les parties, de telle sorte que toute dérogation à ce plan doit faire l'objet d'un accord préalable entre les parties.
Dans le domaine du bâtiment et des travaux publics, le PAQ est le document de base qui définit l'organisation spécifique mise en place sur le chantier par l'entreprise et que remet l'entreprise au représentant technique du client (le maître d'œuvre) ou bien au client (maîtrise d'ouvrage ou pouvoir adjudicateur, ce dernier étant un vocable propre au Code des marchés publics).

## Présentation
Le plan d'assurance qualité, dont les principes sont inspirés d'une méthode exposée par William Edwards Deming (dénommée la roue de Deming), décrit les éléments suivants :
- Ce que l'on doit réaliser (Pour quoi ?) : c'est l'objet de la prestation (contexte, objectifs et contraintes, attentes spécifiques, et conditions d'utilisation)

- Comment on va procéder : C'est généralement le chapitre "plan de développement" où l'on décrit :
  - Quoi ? : description des livrables attendus (description en termes de résultats vérifiables du produit/service). On parle aussi de Product Breakdown Structure (PBS)
  - Qui ? : description des intervenants (organisation, organigramme, rôles et responsabilités) ainsi que l'interface client/ fournisseur. On parle aussi d'Organisation Breakdown Structure (OBS)
  - Quand ? : les phases et jalons
  - Combien ? : le planning
  - Comment ? : description du processus de réalisation avec l'ensemble des activités à mener. Pour chaque activité, on définit l'objectif, les entrées/Sorties, les tâches (référence aux méthodes ou processus support utilisés), les responsabilités (RACSI : Responsible, Accountable, Consultable, Support, Informed), les conditions de vérification avant passage à l'activité suivante. Cette partie est appelée Work Breakdown Structure (WBS)
  - Où ? : Conditions particulières de réalisation

- Le management de la prestation :
  - Management opérationnel : instances de communication externe (avec le client) et interne (avec l'équipe)
  - Management contractuel : suivi des commandes, de la facturation
  - Management stratégique : proposition d'amélioration, d'élargissement du périmètre, ...
  - Management de qualité : vérification avant livraison, contrôles/revues et Enregistrement Qualité (cet élément est la preuve vérifiable de réalisation du contrôle), dérogations spécifiques, gestion des audits (audits internes, audits client, gestion des écarts), amélioration continue.

- Les processus ou méthodes mises en œuvre :
  - processus spécifiques à la prestation : réception et vérification des entrées clients, phase de livraison, phase d'acceptation, phase de support, phase de garantie
  - processus transverses : gestion des risques et procédure d'escalade, des modifications, des non conformités, de la configuration, de la documentation (cycle de validation), de la sécurité/ confidentialité, des ressources, des fournisseurs (qui sont partie prenante dans la réalisation de la prestation), des achats (matériels/ logiciels... qui participent à la réalisation de la prestation),...

Le terme PAQ désigne aussi un questionnaire permettant l'analyse du travail (Position Analysis Questionary). Ce document décrit ce que l’entreprise va effectuer (voir Procédure d'entreprise). C’est l’une des bases des actions suivantes :
- écrire ce que l'on fait : définir qui, quoi, où, quand, comment, combien, et pourquoi (QQOQCCP)
- faire ce que l'on a écrit : conformément à ce que l’on a écrit
- écrire ce que l'on a fait : vérifier la conformité de ce que l'on a fait par rapport à ce que l'on a écrit
- valider